# 妖術武芸帳
『妖術武芸帳』（ようじゅつぶげいちょう）は、1969年3月16日から同年6月8日までTBS系で毎週日曜日19：00 - 19：30に全13話が放送された、東映京都テレビプロダクション製作の特撮時代劇。

## 概要
武田薬品工業の一社独占提供による、TBSの日曜日19:00 - 19:30の番組時間帯枠「タケダアワー」のテレビ特撮時代劇ドラマ。「タケダアワー」としては、『隠密剣士』以来の時代劇となった。東映京都テレビプロダクション作品。2004年に東映チャンネルで、ニューリマスター版が全話放映された。
第7話から第9話までは、本編終了後に「妖術コーナー」の題で、当該エピソードで使用した妖術の解説が行われた。

## ストーリー
江戸時代（宝暦10年（1760年））、10代将軍徳川家治治政下の時代。婆羅門の妖術師・毘沙道人とその配下・四賢八僧が日本侵略を企んでいた。その第一歩として、尾張大納言に11代将軍を継承させようと画策。尾張家江戸家老に接近し、その傀儡化に成功する。
これに対抗する江戸幕府の権力者香火主（こうたき）殿を助けるのは神変抜刀流の使い手・鬼堂誠之介（）、そして誠之介と張りあう公儀隠密の豪傑僧、覚禅（）であった。

## 主要キャスト
- 鬼堂誠之介：佐々木功（現：ささきいさお）
- 覚禅：藤岡重慶
- 楓：楓ミツヨ（第2話-第4話、第6話-第10話、第12話-第13話）
- 香火主（こうたき）殿：月形龍之介（第1話、第3話、第13話）
- 大住内膳：小柴幹治（第2話、第3話、第10話、第13話）
- 毘沙道人：原健策

ゲストに関しては放送日程を参照。

## スタッフ
- 企画：平山亨、斉藤頼照（東映）、橋本洋二（TBS）
- 脚本：伊上勝
- 音楽：冬木透
- 撮影：平山善樹、羽田辰治、森常次
- 計測：佐賀彰、水島淳一
- 照明：岡田耕二
- 録音：矢部吉三
- 美術：寺島孝男
- 編集：細谷修三
- 振付：藤間勘真次
- 擬斗：近江雄二郎（東映剣会）、三好郁夫
- ナレーター：玉生司郎
- 衣装：荒堀寅秋
- 美粧：堤野正直
- 結髪：河野節子
- 装飾：曽根美装
- 装置：木崎義夫
- 記録：松尾美智子、高木弘子、宮内喜久子
- 助監督：久郷久雄、太田雅章
- 進行：山田勝
- 現像：東洋現像所
- 協力：京都大覚寺

特殊撮影
- 監修：矢島信男
- 撮影：小野純一

- 制作：TBS、東映

## 主題歌
- 『誠之介武芸帳』
  - 作詞：伊上勝
  - 作曲：冬木透
  - 編曲：林一
  - 歌：ザ・ワンダース
- 『妖術武芸帳』
  - 作詞：伊上勝
  - 作曲：冬木透
  - 編曲：林一
  - 歌：葵公彦、アンサンブル・ゼール

ビクター、BX-61、1969年6月発売
DVD「東映TV特撮主題歌大全集 Vol.1」には『誠之介武芸帳』のオープニング映像が収録されているが、中京テレビの今甦る!昭和ヒーロー列伝で放映された際の第1話のフィルムは『妖術武芸帳』（映像クレジット上の曲名表記は『さすらいの剣』）がオープニング曲となっているものであった。この『妖術武芸帳』版のオープニングは別バージョンとしてDVDBOXの特典として収録されている。

## 制作
TBSプロデューサーの橋本洋二は、前番組である『怪奇大作戦』の後番組の打ち合わせを武田薬品工業の担当者と行った際に、かつて「タケダアワー」で人気を博した『隠密剣士』に対する思い入れが関係者の間で強かったこともあり、『隠密剣士』では忍術を採りあげていたことから、本作品では妖術を題材にすることが決定した。当初橋本は、『怪奇大作戦』に引き続き円谷プロで製作することも検討していたが、当時の円谷プロは時代劇の実績を持ち合わせていなかったこともあり、番組の売り込みで親交があった東映の渡邊亮徳と平山亨に相談して東映京都テレビプロの製作が決定した。
東映プロデューサーの平山亨による当初の企画では、番組題名は『謎の鉄仮面』だった。主人公は鉄仮面で顔を隠した「謎の剣士」という、2年後の『仮面ライダー』（毎日放送）の原型となる「仮面物」の設定となっていて、2年前に平山Pが手掛けた『仮面の忍者 赤影』（関西テレビ）のような奇想天外な作劇を予定し、協力スタッフ名として、石森章太郎の名が挙げられていた。この企画は、東映からTBSに渡り、TBSプロデューサーの橋本洋二側で内容が前作『怪奇大作戦』の流れを汲む怪奇路線に変更され、実現に至ったものである。「妖術」というアイデアは脚本を担当した伊上勝から平山へ提案されたものであったという。
当初、プロデューサーの斉藤頼照は東映東京撮影所に制作打診したが、1時間物のテレビ時代劇全盛の時期でもあり、東京撮影所は「30分物の子供番組は受けられない」としてこれを拒否。やむなく東映京都テレビプロダクション制作となり、斉藤は京都に居を移して指揮を執ることとなった。番組は短命に終わったが、京都赴任で番組制作に打ち込んだ斉藤は、「当時はまだ僕も独身だったし、楽しかったですよ」と述懐している。殺陣は、トランポリンを用いた斬新なアクションが導入された。オープニングでは長回しでの殺陣があるが、主演の佐々木功は当時東京で舞台に出演しており、舞台出演後に京都入りして撮影後に東京に戻るというスケジュールであったため、疲労のために足が動かないまま立ち回りを行っていた。
当初はポスト『隠密剣士』として、全26話の放送が予定されていた。しかし平均視聴率が13.7%と当時としてはいまひとつ伸びず、「タケダアワー」の前番組として円谷プロダクション制作の『ウルトラセブン』（1967年）、『怪奇大作戦』（1968年）と人気番組が続いた後だけに、この結果を見たTBSは放映打ち切りを決定。4月半ばにTBSの橋本洋二から東映の平山亨側に、1クール（13話）終了が宣告された。これはいささか急な決定であったが、もともと1クールごとに敵を交代させることと決まっていたため、打ち切りによるシリーズ構成への影響はなかった。
橋本からは、「テコ入れすれば予算も労力もかかり、現場に負担がかかるので、別の企画を考えましょう」と説明されたという。代理店である宣弘社大阪支社に在籍していた佐多直文は、TBS側の動向を静観して宣弘社側では手を打つことはなかったと述べているが、宣弘社東京本社に在籍していた渡辺邦彦は、TBSのスタッフと京都に出向いて説明会を行うなど大変だったと述べている。
番組が今一つ人気を博せなかった理由としては、番組プロデューサーを務めた平山は、「前番組の『怪奇大作戦』が怪奇現象を科学で解明するという内容だったので、これと正反対の“妖術”を前面に押し出した本作品の設定が今ひとつ視聴者である子どもたちになじまなかったのではないか」と推測している。また、全話の脚本を担当した伊上勝は「少々話が難しかったのと、時期的に出すのが早かったのではないか」と述べている。伊上は自らの担当作品を振り返り、「一番気に入っている作品」として本作品をあげている。
急遽番組終了となり、「タケダアワー」での次番組の企画を迫られた東映は、渡邊亮徳の発案で漫画に原作を求め、スポ根ドラマ『柔道一直線』を製作することとなる。斉藤頼照によると、14話以降の脚本は佐々木守が引き継ぐ予定だった。佐々木も大いに乗り気だったため、「妖術」のアイディアをいろいろと考案していた。こうしたわけで、佐々木が脚本を担当した『柔道一直線』に登場する奇抜な柔道技には、本作品用のネタが使われたものもあった。

### キャスティング
主役の鬼堂誠之介には、「和製プレスリー」として人気を集めていたロカビリー歌手、佐々木功が起用された。佐々木は放送が1年の予定であると聞いたため、引っ越した方が楽になると考え、京都に引っ越すことにした。しかし、本作品が早期に打ち切りとなったため、東京に戻ることになった。佐々木の体当たりの演技は、光学合成を中心とした特撮と相まって、毎回見事なシーンを作り出している。佐々木は、自分が誠之介役に選ばれた理由として、1962年に東芝日曜劇場で放送された『煙の王様』に出演するなどTBSに呼ばれることが多かったため、プロデューサーの平山と橋本の話し合いで決めたのではないかと述べている。誠之介役の候補として、『仮面の忍者 赤影』の主演であり、本作品の第3話に出演した坂口祐三郎も挙がっていたが、坂口のスケジュールの関係で実現しなかった。
誠之介を助ける覚禅役は、テレビドラマ『事件記者』などに出演した藤岡重慶が演じた。藤岡は当時のプロフィールで「（当時小学生の）長男に誇れるような番組にしたいと考えています」と述べている。覚禅の妹で第2話より登場する女忍者・楓には新人の楓ミツヨが抜擢（）された。楓は大阪の和装学校卒業後、大阪のホテルでアルバイト中に松竹芸能にスカウトされて芸能界入りした。当初は香火主殿を演じた月形龍之介が命名する予定であったが、本作品の役名に因んで芸名も楓ミツヨとなった。
脇役には東映の時代劇映画で活躍していた原健策・月形龍之介などのベテラン陣が出演し、ドラマを支えた。

## 放送日程
参照：東映HM10 2004, p. 45
| 話数 | 放送日         | サブタイトル   | 監督   | 妖術師四賢八僧                                              | その他出演者 |
| ---- | -------------- | -------------- | ------ | ----------------------------------------------------------- | --- |
| 1    | 1969年 3月16日 | 怪異妖法師     | 外山徹 | 千里ノ眼道士：今井健二                                      | 老中・秋元但馬守： 永田光男 新兵衛： 宍戸大全 供侍： 木谷邦臣 供侍： 和田昌也 供侍： 笹木俊志                   |
| 2    | 3月23日        | 怪異みず地獄   | 外山徹 | 洪乱道士：成瀬昌彦                                          | 疋田圀男 古閑達則 小峰一男                                                                                      |
| 3    | 3月30日        | 怪異おぼろ雪崩 | 外山徹 | 無間道士：不波潤                                            | 徳川家治 ： 坂口祐三郎 隠し目付： 高村俊郎 隠し目付： 大東俊治 隠し目付： 松田利夫 藤本秀夫 藤沢徹夫            |
| 4    | 4月6日         | 怪異まわし笛   | 外山徹 | - 八双道士：森章二 - 百地八双：牧冬吉                       | 木谷邦臣 |
| 5    | 4月13日        | 怪異昇天仙女   | 外山徹 | - 羽花仙女：三島ゆり子（ - 7話） - 闇童子：堀川亮（ - 9話） | 小萩の母親： 八汐路佳子 小萩： 白川洋子 大久保弾正： 北原将光 畑中伶一 藤原勝 榎原政一 森源太郎 笹木俊志 淡路康 |
| 6    | 4月20日        | 怪異人枯し     | 外山徹 | 水干道士：江見俊太郎                                        | 唐沢民賢 宮城幸生 那須伸太朗 川谷拓三 藤長照夫 井上茂                                                           |
| 7    | 4月27日        | 怪異風摩屋敷   | 外山徹 | 衒奇道士：尾上鯉之助                                        | 島田秀雄 |
| 8    | 5月4日         | 怪異鬼火鞭     | 外山徹 | 鬼火道士：早川研吉                                          | 水野善行 三谷真理子                                                                                             |
| 9    | 5月11日        | 怪異幽玄鏡     | 外山徹 | 幽界道士：五味龍太郎                                        | 野上哲也 下元年世 小沢文也 家野繁次                                                                             |
| 10   | 5月18日        | 怪異魔神呪     | 外山徹 | 白面道士：丹羽又三郎                                        | 小田真士 |
| 11   | 5月25日        | 怪異かすみ駕籠 | 林伸憲 | 片眼の霞道士：安藤三男                                      | 岡田映一 飯田徹也 仁礼功太郎 右田洋子 大滝英子 市川裕二 桂広行                                                  |
| 12   | 6月1日         | 怪異冥界夢     | 林伸憲 | 冥界道士：中村竜三郎                                        | 月形哲之介 東竜子 石橋正次 堀卓嗣 松本真雄                                                                      |
| 13   | 6月8日         | 怪異人影殺     | 外山徹 |                                                             | 中田ダイマル・ラケット 淡路康 智村清 伊藤漢 小林忠男 北村晃一                                                   |

## 放送局
- TBS（制作局）：日曜 19:00 - 19:30
- 山形テレビ（1971年7月 - 10月に放送）：水曜 18:00 - 18:30[18]
- 東北放送：日曜 19:00 - 19:30[19]
- 福島テレビ：日曜 19:00 - 19:30[19]
- 新潟放送：日曜 19:00 - 19:30[19]
- 北陸放送：日曜 19:00 - 19:30[20]
- 中部日本放送（現・CBCテレビ）：日曜 19:00 - 19:30[20]

## 雑誌連載
- 講談社の月刊マンガ雑誌「ぼくら」で、1969年5月号から7月号の付録にまんが（作：荘司としお）が連載された。

## 映像ソフト化
- 2016年6月8日にベストフィールドよりHDリマスター版のDVD-BOXが発売。

## ネット配信
- 2022年2月11日から、YouTubeの「東映時代劇YouTube」より第1・2話が常時無料配信が行われており、3話以降は2023年3月23日から各話1週間限定で配信されている。